# Triftbahn

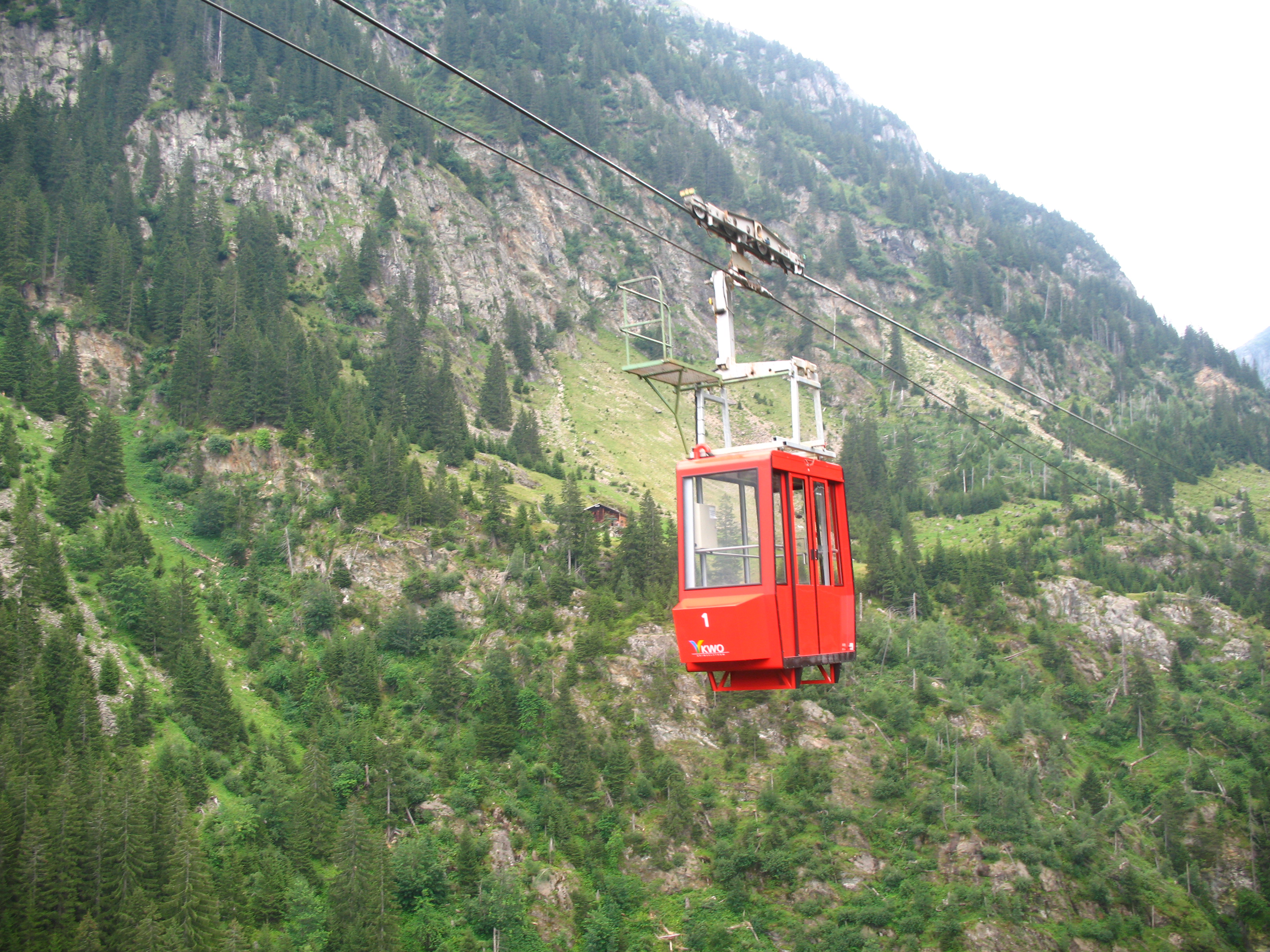
Triftbahn

Die Triftbahn ist eine der vier Seilbahnen der Kraftwerke Oberhasli, welche fahrplanmässig für die Öffentlichkeit verkehren.

## Lage

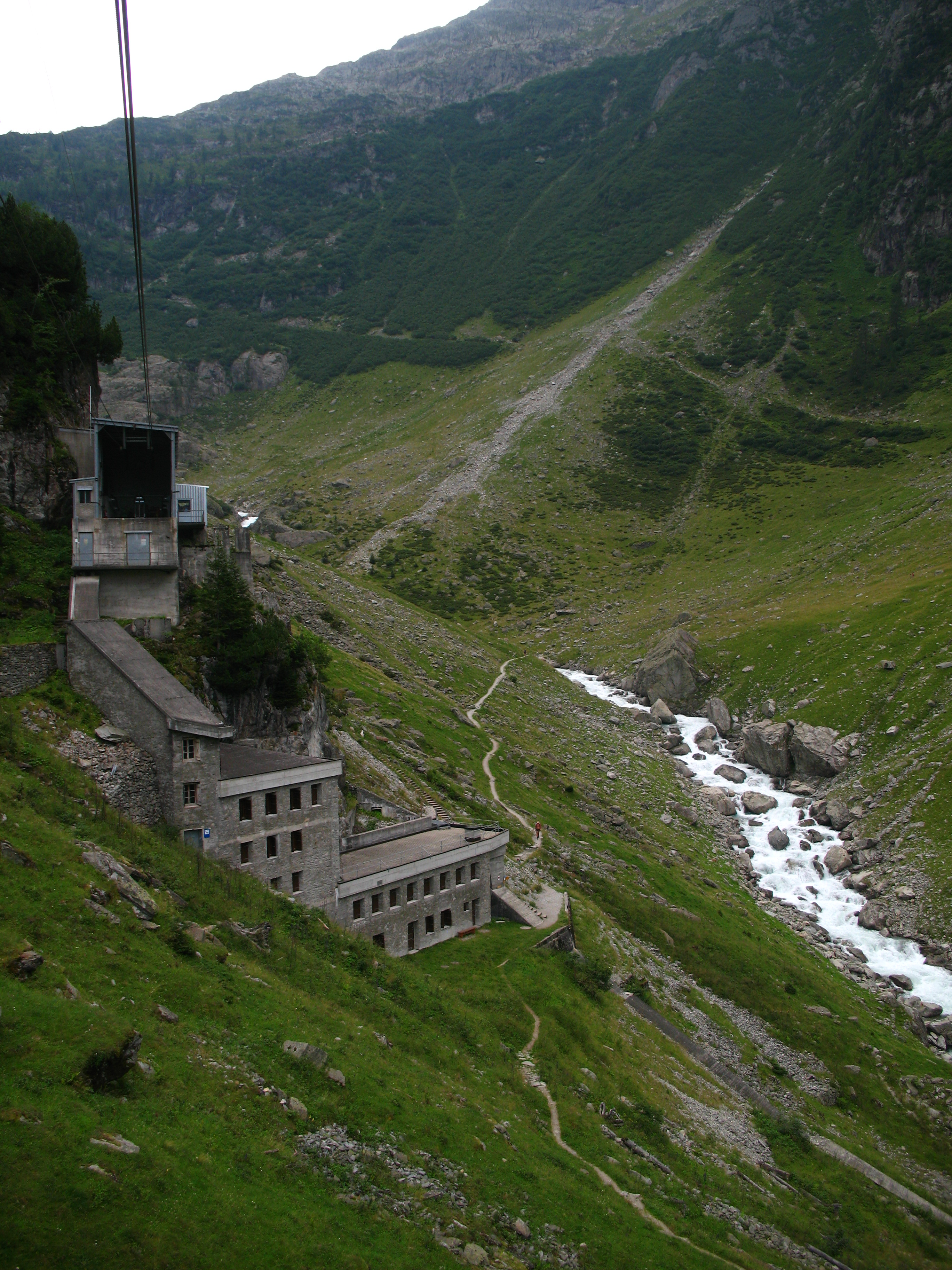
Obere Station der Triftbahn

Die Triftbahn befindet sich in der Schweiz im östlichen Berner Oberland und erschliesst  das gleichnamige Gletschertal.
Die Fahrt führt von der Talstation Käppeli (1022 m ü. M.) an der Sustenpassstrasse in 10 Minuten zur Bergstation Trift (1390 m ü. M.).

## Umgebung
Von der Bergstation führt ein Wanderweg hinauf zur Trift-Hängeseilbrücke beim Triftgletscher und weiter zur Windegghütte (1887 m ü. M.) oder zur Trifthütte (2520 m ü. M.); beides Hütten des Schweizer Alpen-Clubs SAC.

## Geschichte
Gebaut wurde die Triftbahn 1960 zur Erschliessung der Wasserfassung Trift. Zwei Lastbarellen ermöglichten den Transport von Waren und Personal.
1992 wurde eine Barelle durch eine zuvor an der Engstligenalp verwendete Kabine ersetzt. Zum Sommer 2005 hin wurden zwei neue Kabinen angeschafft und die Bahn für die Öffentlichkeit freigegeben. Ein neuer Antrieb und eine neue Steuerung sorgen dafür, dass die neue Bahn nur gut die Hälfte der ehemaligen Fahrzeit benötigt.

## Betrieb
Die Triftbahn ist von Mitte Juni bis Mitte Oktober, jeweils von 09:00 Uhr bis 16:00 Uhr in Betrieb. Die beiden Kabinen fassen je 8 Personen.

## Technische Daten
|                     | Werkseilbahn  | öffentliche Pendelbahn |
| ------------------- | ------------- | ---------------------- |
| Status              | umgebaut      | in Betrieb             |
| Eröffnung           | 1960          | 2005                   |
| Streckenlänge       | 2332 m        | 2332 m                 |
| Höhendifferenz      | 368 m         | 368 m                  |
| Fahrgeschwindigkeit | 2,4 m/s       | 5 m/s                  |
| Fahrzeit            | 19 min        | 10 min                 |
| Kabinen             | 2 Barellen    | 2                      |
| Plätze/Nutzlast     | 12 / 2 Tonnen | 8 / 640 kg             |